# Janaillat
Janaillat é uma comuna francesa na região administrativa da Nova Aquitânia, no departamento de Creuse. Estende-se por uma área de 28,29 km². Em 2010 a comuna tinha 329 habitantes (densidade: 11,6 hab./km²).